# ایستگاه گار دی نور
ایستگاه گار دی نور (فرانسوی: Gare du Nord‎) یا ایستگاه شمالی یکی از شش ایستگاه بزرگ شرکت اس‌ان‌سی‌اف در شهر پاریس است.
این ایستگاه که در سال ۱۸۶۴ تأسیس شده در منطقه دهم پاریس قرار دارد و به خطوط راه‌آهن کشورهای بریتانیا، بلژیک، آلمان و هلند متصل است. گار دی نور ۲۲۲ میلیون مسافر در سال شلوغ‌ترین ایستگاه راه‌آهن در اروپا محسوب میشود.

## نگارخانه

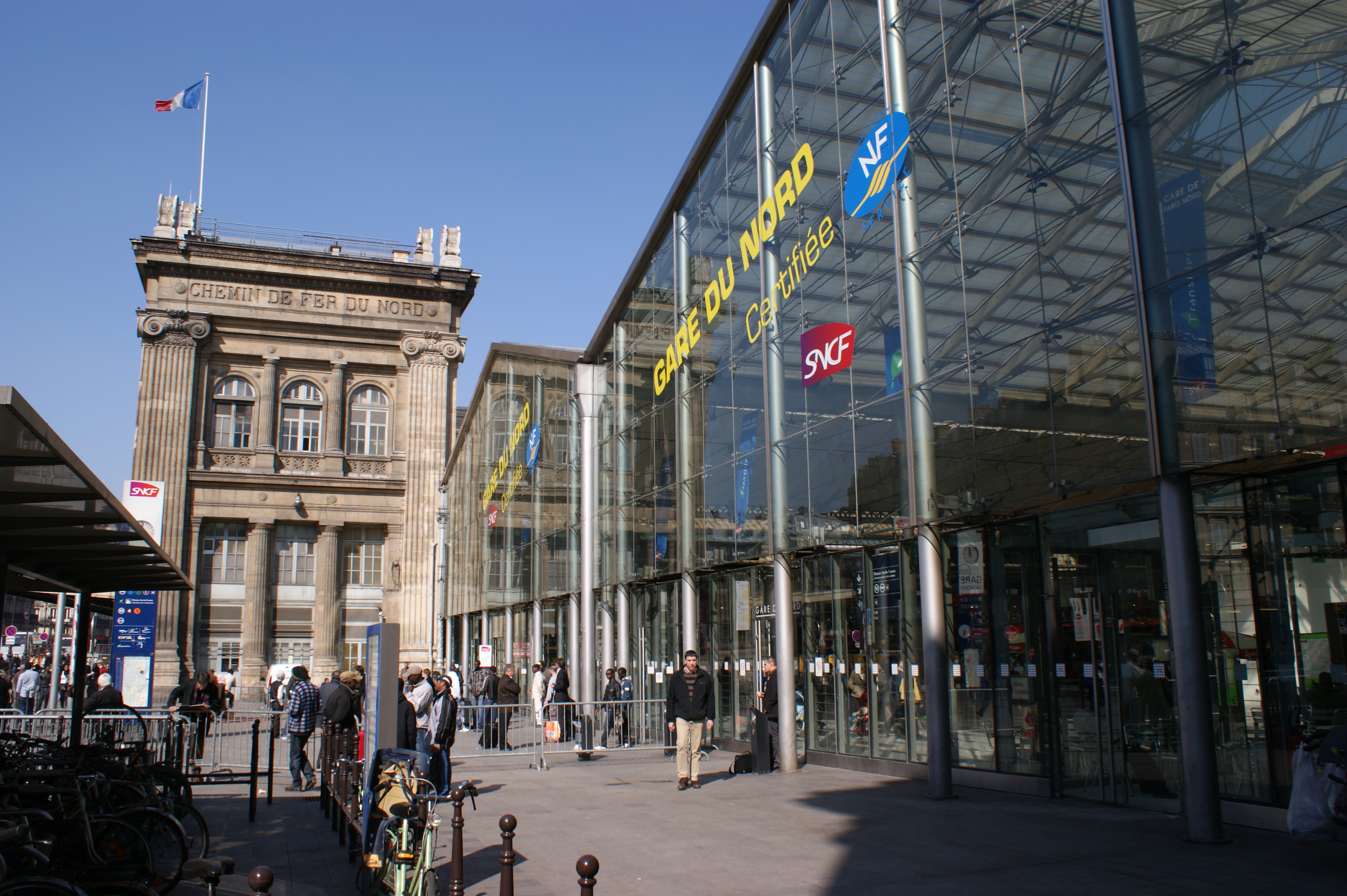
ورودی اصلی
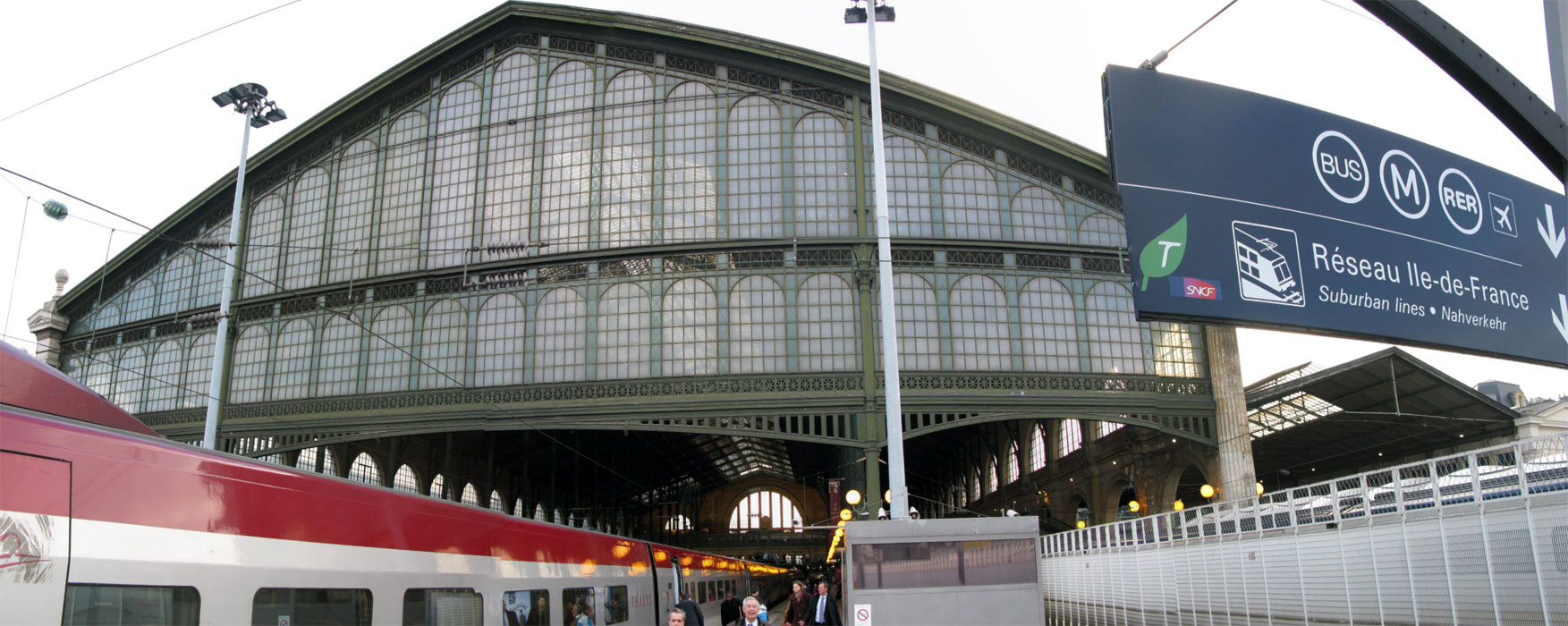
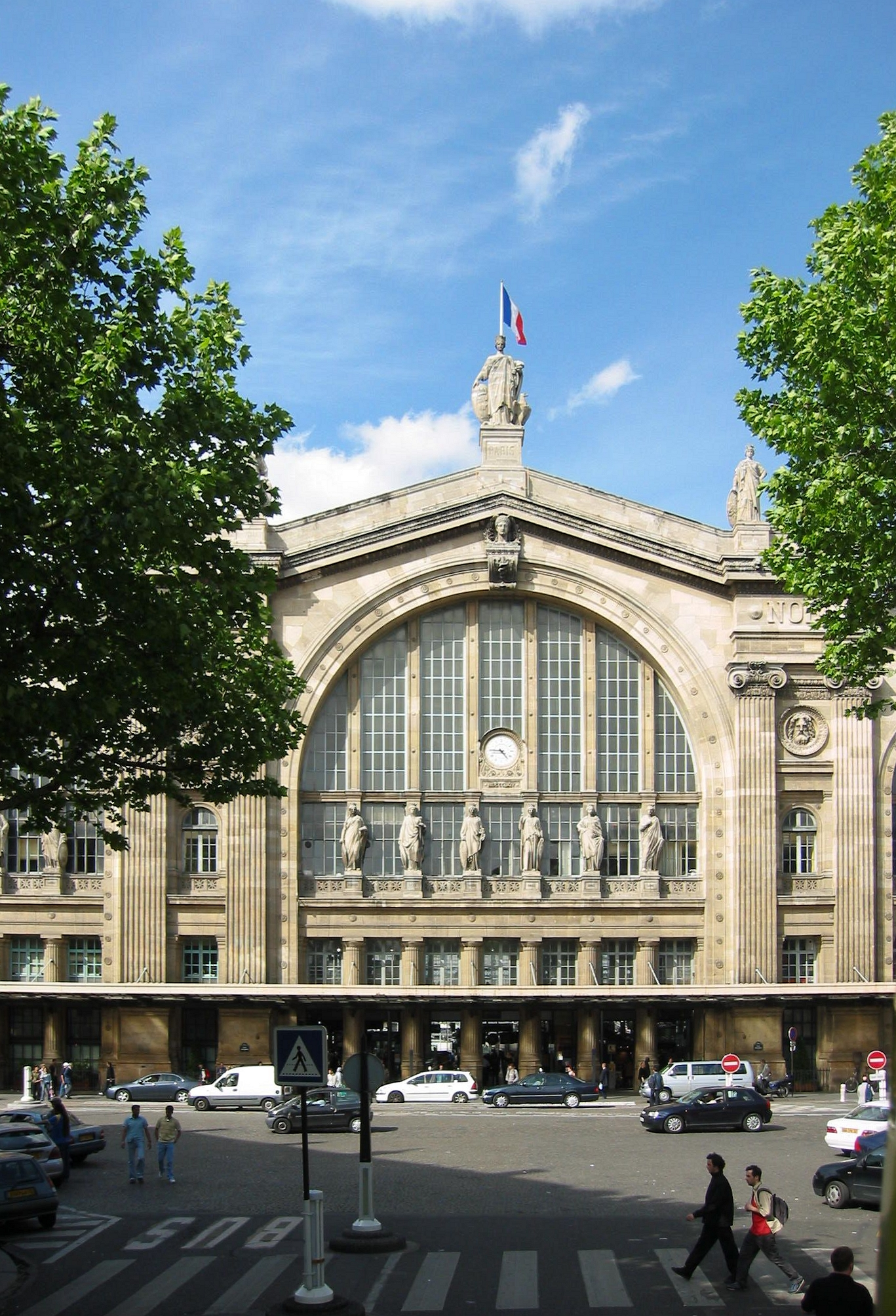
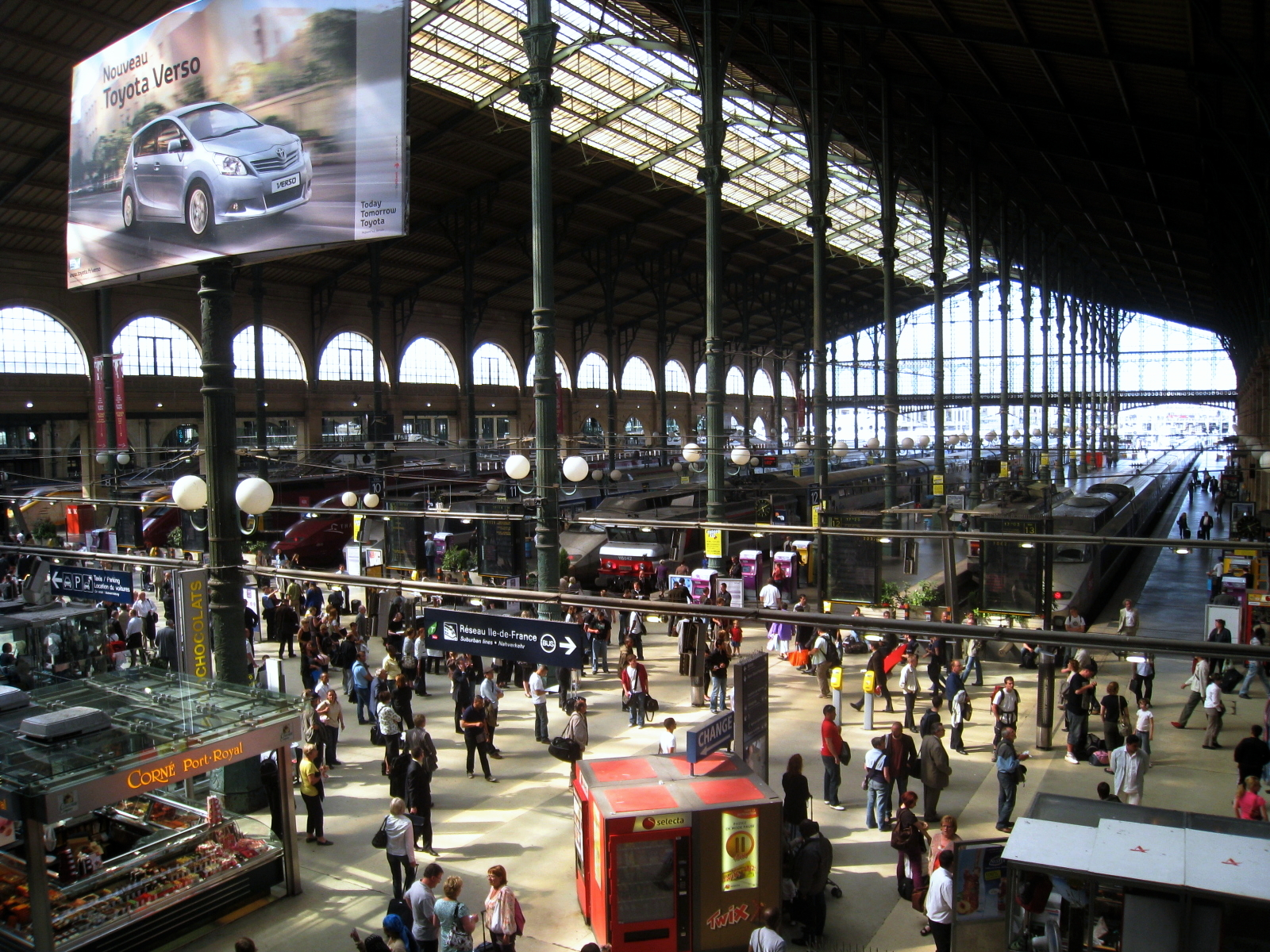
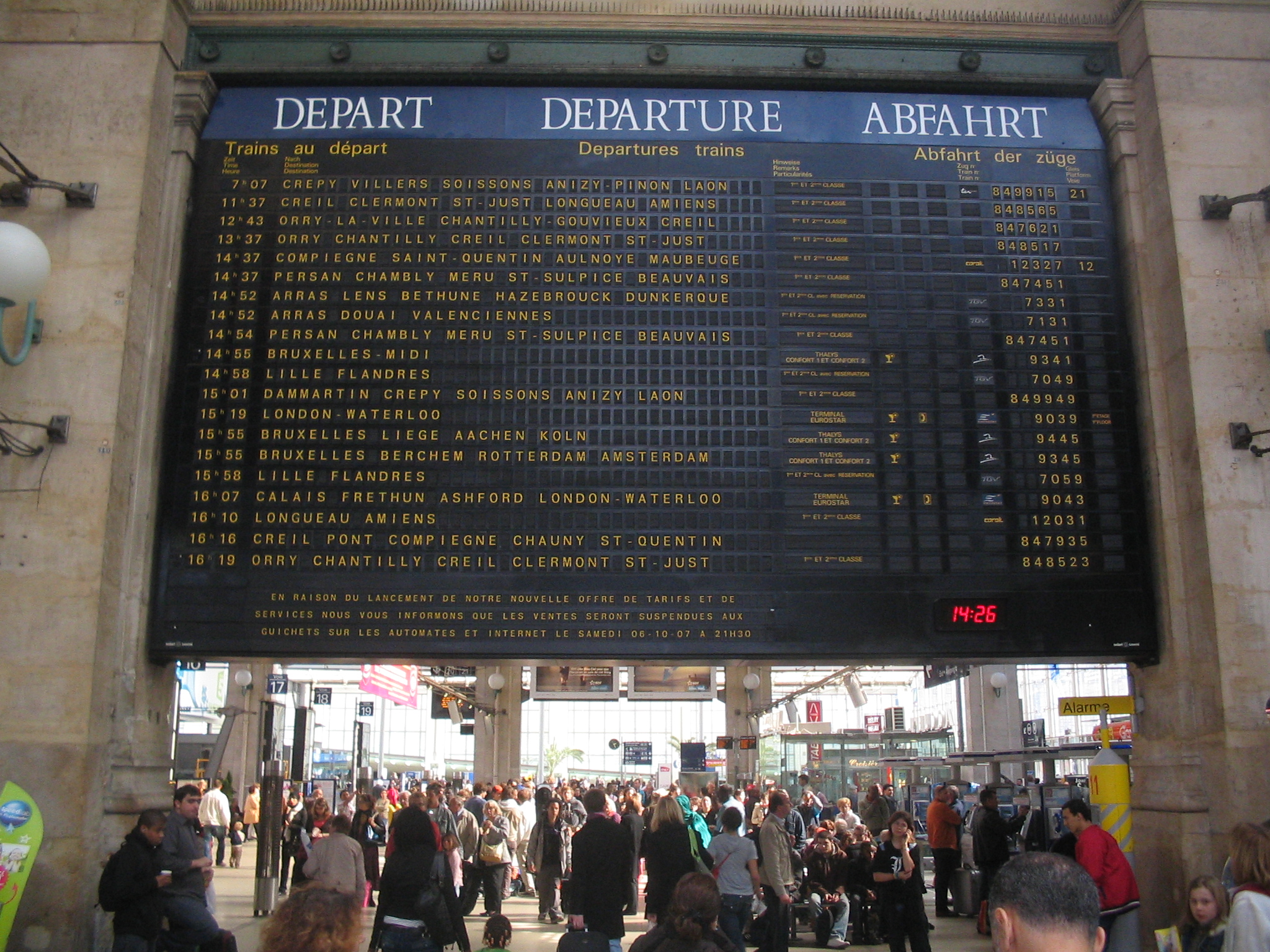
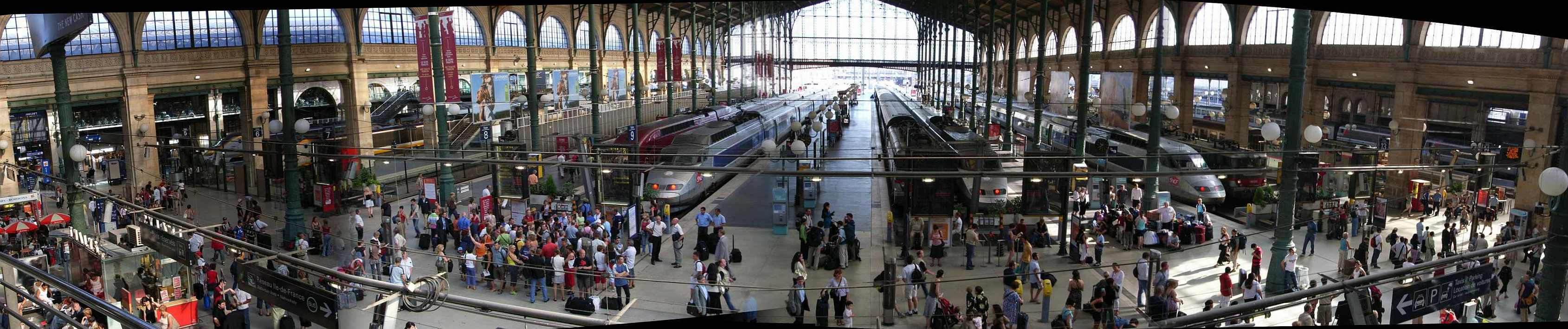
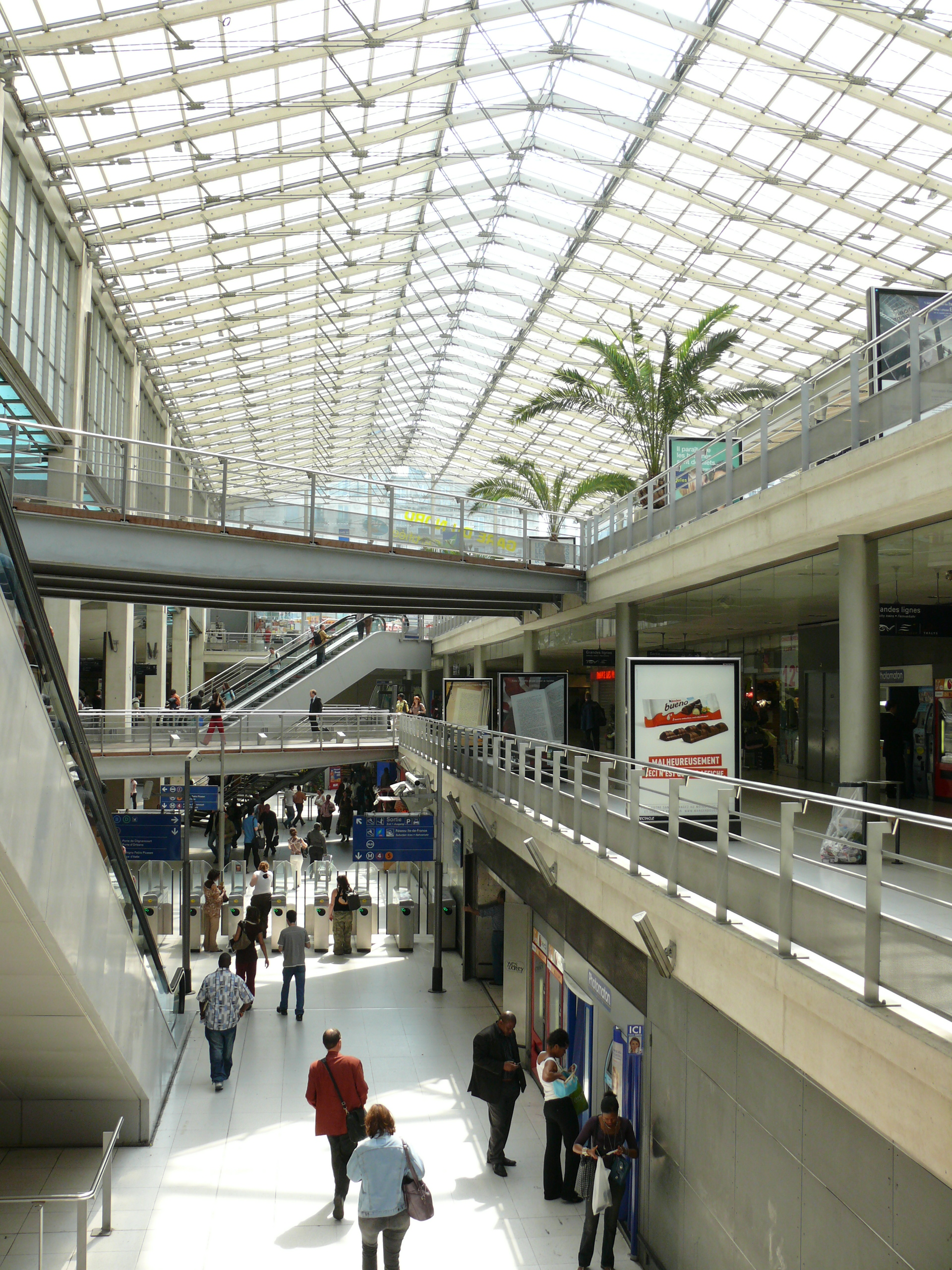